# Blumio
Blumio, pseudonimo di Fumio Kuniyoshi (国吉 史生?, Kuniyoshi Fumio; Düsseldorf, 16 febbraio 1985), è un rapper tedesco.

## Storia
Blumio, è nato a Hilden, una città nei pressi di Düsseldorf. Ispirato dal rapper statunitense Ice-T, inizia a scrivere testi Rap all'età di 14 anni. Nel 2005, pubblica il singolo Meine Lieblingsrapper estratto dal suo album di debutto, Love Deutschrap, dove si prende gioco di varii rapper tedeschi come Bushido. Nel 2008, ha pubblicato il suo secondo album, Rush Hour.

## Discografia

### Album in studio
- 2004: I Love Deutschrap (Mix CD)
- 2008: Rush Hour (con Habesha)
- 2009: Yellow Album
- 2010: Tokio Bordell
- 2011: Yellow Album Reloaded
- 2012: Drei